# Haltérophilie aux Jeux olympiques d'été de 2012 - Moins de 77 kg hommes
Navigation
Pékin 2008 Rio de Janeiro 2016
L'épreuve des moins de 77 kg en haltérophilie des Jeux olympiques d'été de 2012 a lieu le 1er août dans le ExCeL de Londres.

## Médaillés
| Or         | Argent    | Bronze      |
| Lu Xiaojun | Lu Haojie | Iván Cambar |

## Calendrier
Toutes les heures sont en British Summer Time (UTC+1).
| Date                   | Heure           | Tour              |
| ---------------------- | --------------- | ----------------- |
| Mercredi 1er août 2012 | 10 h 00 19 h 00 | Groupe B Groupe A |

## Résultats
| Rang                                | Athlète              | Pays            | Groupe | Poids | Arraché (kg) | Arraché (kg) | Arraché (kg) | Arraché (kg) | Épaulé-jeté (kg) | Épaulé-jeté (kg) | Épaulé-jeté (kg) | Épaulé-jeté (kg) | Total |
| Rang                                | Athlète              | Pays            | Groupe | Poids | 1            | 2            | 3            | Résultat     | 1                | 2                | 3                | Résultat         | Total |
| ----------------------------------- | -------------------- | --------------- | ------ | ----- | ------------ | ------------ | ------------ | ------------ | ---------------- | ---------------- | ---------------- | ---------------- | ----- |
| Médaille d'or, Jeux olympiques      | Lu Xiaojun           | Chine           | A      | 76.62 | 170          | 175          | 177          | 175          | 195              | 204              | 204              | 204              | 379   |
| Médaille d'argent, Jeux olympiques  | Lu Haojie            | Chine           | A      | 76.37 | 170          | 175          | -            | 170          | 190              | 191              | —                | 190              | 360   |
| Médaille de bronze, Jeux olympiques | Iván Cambar          | Cuba            | A      | 76.70 | 150          | 155          | 160          | 155          | 190              | 194              | —                | 194              | 349   |
| 4                                   | Chatuphum Chinnawong | Thaïlande       | A      | 76.64 | 157          | 161          | 162          | 157          | 191              | 195              | 195              | 191              | 348   |
| 5                                   | Ibrahim Ramadan      | Égypte          | A      | 76.79 | 150          | 155          | 155          | 155          | 192              | 192              | 197              | 192              | 347   |
| 6                                   | Andrés Mata          | Espagne         | B      | 76.93 | 145          | 150          | 153          | 150          | 183              | 188              | 190              | 188              | 338   |
| 7                                   | Krzysztof Zwarycz    | Pologne         | A      | 76.97 | 150          | 153          | 154          | 150          | 182              | 182              | 189              | 182              | 332   |
| 8                                   | Felix Ekpo           | Nigeria         | B      | 76.23 | 146          | 151          | 151          | 151          | 180              | 188              | 188              | 180              | 331   |
| 9                                   | Kirill Pavlov        | Kazakhstan      | B      | 76.77 | 138          | 143          | 147          | 147          | 165              | 175              | 175              | 175              | 322   |
| 10                                  | Jack Oliver          | Grande-Bretagne | B      | 76.45 | 135          | 135          | 140          | 140          | 160              | 165              | 170              | 170              | 310   |
| 11                                  | Toafitu Perive       | Samoa           | B      | 75.95 | 117          | 122          | 125          | 122          | 157              | 163              | 167              | 167              | 289   |
| —                                   | Sa Jae-Hyouk         | Corée du Sud    | A      | 76.56 | 158          | 162          | —            | 158          | —                | —                | —                | —                | Abd   |